# Schloss Burgpreppach
Das Schloss Burgpreppach liegt im Zentrum des Marktes Burgpreppach im Landkreis Haßberge (Unterfranken). Die große, unvollendete Barockanlage wird noch bewohnt und kann nur nach Voranmeldung und zu besonderen Anlässen besichtigt werden.

## Geschichte

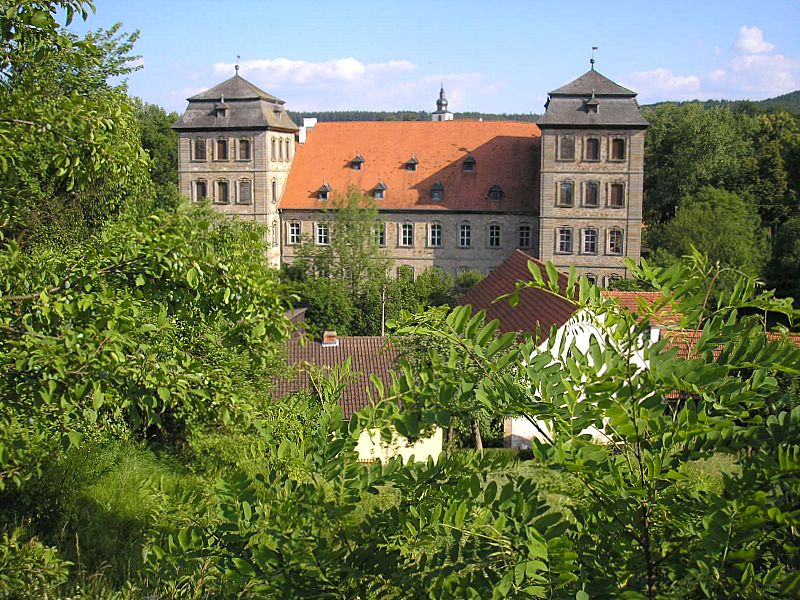
Gesamtansicht von Norden

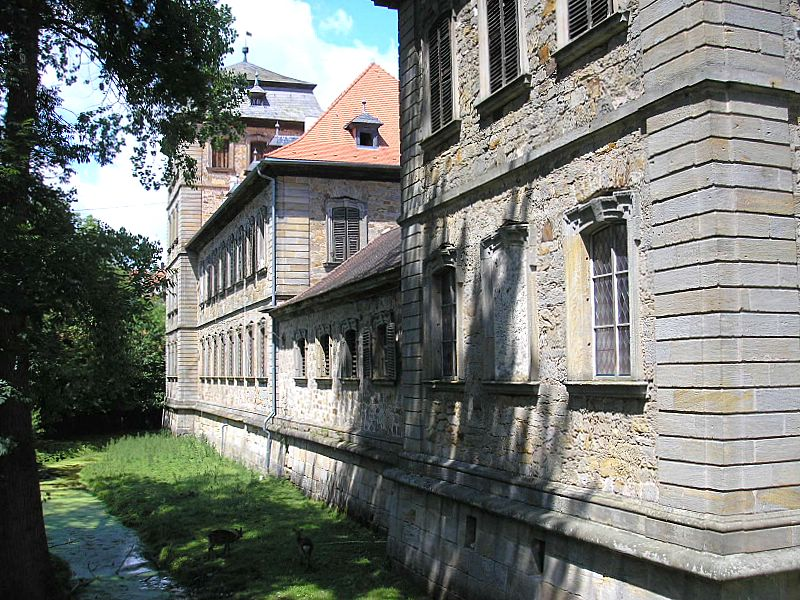
Westseite mit dem Graben

Ursprünglich saßen die Herren von Breitebach (Preppach) im Ort. Im 12. Jahrhundert wurden ein „Gerung“ und ein „Runold von Breitebach“ urkundlich fassbar. Die Preppacher waren im Hochmittelalter Dienstmannen der Grafen von Henneberg, später kam die Herrschaft an die Herren von Milz.
Burgpreppach ist seit dem frühen 14. Jahrhundert im Besitz der Fuchs, deren zahlreiche Nebenlinien sich jeweils nach ihren Wohnsitzen benannten. Die Fuchs von Burgpreppach starben allerdings bereits im 16. Jahrhundert aus. Das Erbe traten die Fuchs von Bimbach an. Heute ist diese alte fränkische Adelsfamilie im Mannesstamm erloschen, die derzeitige Schlossherrin ist die Tochter des letzten Freiherren dieses Namens.
An Stelle des heutigen Schlosses stand bis ins 18. Jahrhundert eine Wasserburg, die beim Neubau vollständig beseitigt wurde. Auf diesen Ansitz geht das Burg- im Ortsnamen zurück. Der Baubeginn des Neubaus ist um 1715 anzusetzen. Bauherren waren die Vormünder des jugendlichen Eigentümers Johann Philipp Fuchs von Bimbach und Dornheim, dessen Ehewappen später über dem Hauptportal angebracht wurde. Als Architekt wurde der Hochfürstlich Würzburgische Stadt- und Landbaumeister Joseph Greissing gewonnen. Nach dessen frühem Tod 1721 wurde wiederum ein Hofarchitekt, nun Balthasar Neumann, zur inneren Vollendung, vor allem des Treppenhauses, herangezogen. Dennoch konnte das überaus anspruchsvolle Baukonzept nur teilweise realisiert werden. So fehlt etwa das geplante zweite Obergeschoss des Hauptbaues, weshalb die viergeschossigen Eckpavillons die Flügel turmartig überragen. Auch auf den geplanten Außenputz wurde bis heute verzichtet. Der Ehrenhof sollte eigentlich nach französischem Vorbild durch einen schmalen Riegelbau geschlossen werden, der dem Schloss einen spielerisch kastellartigen Charakter verliehen hätte, wie es etwa bei Schloss Heilgersdorf – dort lediglich durch eine Arkade angedeutet – gut zu sehen ist. Volker Rößner sieht hier den bewussten Rückgriff der Bauherren auf ältere Machtsymbolik des Burg- und Festungsbaus. Der bäuerlichen Bevölkerung sollte also nach dieser Interpretation eine Art Zwingburg vor Augen geführt und gleichzeitig an die ritterliche Herkunft der Familie Fuchs erinnert werden. Aber auch in der reduzierten Form gilt Burgpreppach als eines der bedeutendsten Beispiele barocker Schlossarchitektur in Unterfranken. Von der akademischen Forschung wurde die Anlage allerdings bisher wenig beachtet.
Die Schlossherrin Monica von Deuster begann 1986 mit einer aufwendigen Sanierung des Anwesens. Der Ostflügel dient seit 1996 wieder als privater Wohnsitz der Familie von Deuster-Fuchs von Bimbach und Dornheim. Das Schloss konnte zwischenzeitlich an die Kanalisation angeschlossen werden, auch die Dachflächen wurden neu eingedeckt. Dem Wohnkomfort dienen eine Zentralheizung und neue, stilgerechte Fenster. Im Sommer werden klassische Konzerte im historischen Festsaal im ersten Stock veranstaltet.
Nach Voranmeldung ermöglichen die Eigentümer interessierten Gruppen oder Einzelpersonen die Innenbesichtigung des Schlosses. Durch das Engagement der Familie konnte das historische Ensemble wieder seine Mittelpunktfunktion im Markt Burgpreppach zurückgewinnen.

## Beschreibung

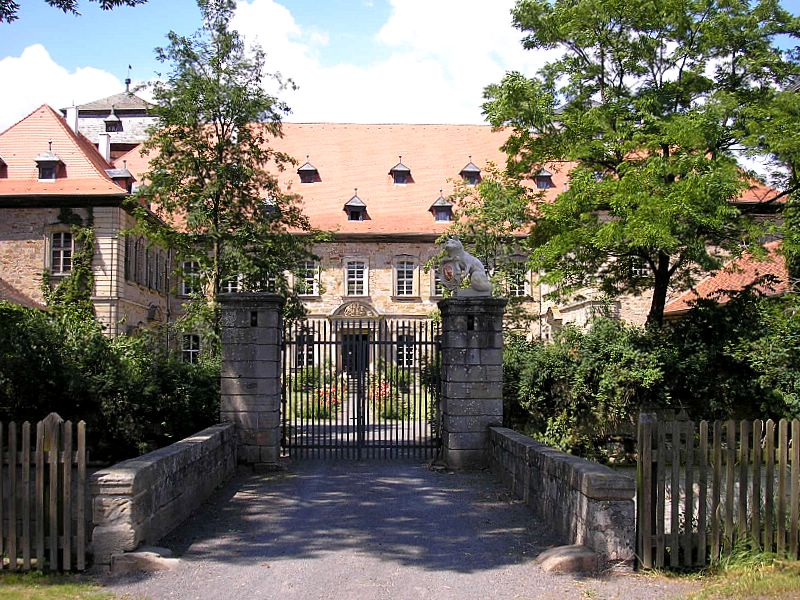
Eingang und Ehrenhof

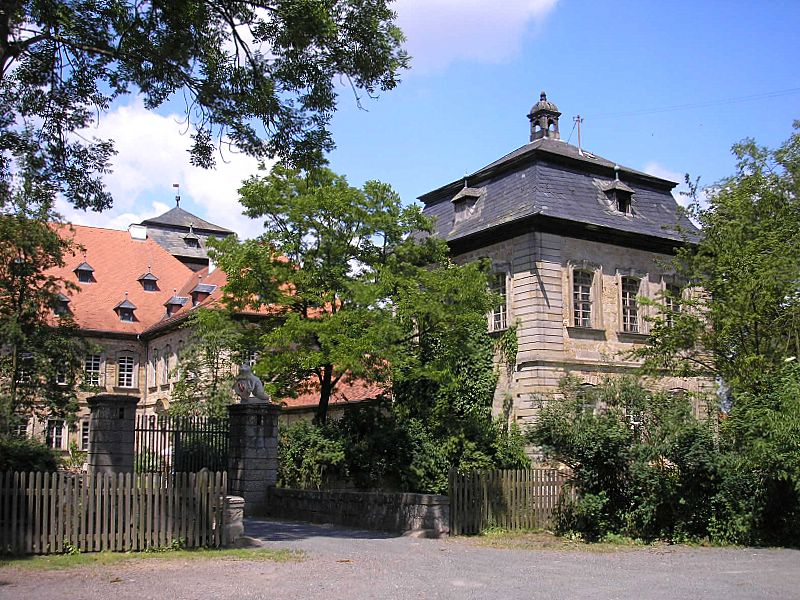
Der Ostflügel

Die dreiflügelige Schlossanlage steht auf einer Plattform aus Werkstein und ist von einem – heute weitgehend trockenen – Graben umgeben. Der Ehrenhof öffnet sich nach Süden. Die Seitenflügel verbinden eingeschossige zugesetzte Arkaden mit den beiden doppelgeschossigen Eingangspavillons. Außen überspannt eine gemauerte Brücke den ehemaligen Wassergraben. Trotz der fehlenden Obergeschosse und des Außenputzes wirkt die Anlage sehr repräsentativ und verrät die Planung durch bedeutende Baumeister des fränkischen Barocks. Zu den Vormündern des unmündigen Erstbesitzers gehörte auch der Würzburger Fürstbischof Johann Philipp II. von Greiffenclau-Vollraths, der selbst „vom Bauwurm besessen“ war (Schloss Gereuth) und seinen Hofbaumeister Joseph Greissing mit der Planung beauftragte. Der Neubau zog sich bis gegen 1730 hin, die Pläne Greissings wurden beim Innenausbau durch Balthasar Neumann verändert. Ein Grund für die aufwändige Planung dieser ländlichen Residenz war sicherlich die Angst vor einer drohenden Abwertung des fränkischen Guldens, der damals einen hohen Wert erreicht hatte. Man wollte seinen Reichtum deshalb sicher in Immobilien anlegen.
Die Gliederung des Schlossbaues ist einfach gehalten und besteht aus bossierten Ecklisenen, profilierten Fenstergewänden und einem Gurtgesims zwischen den Stockwerken. Eine geplante reichere Gliederung wurde bereits 1718 aus Kostengründen reduziert. Jeder Flügel des Hauptbaues ist durch ein eigenes Portal zugänglich, an den Enden der Seitenflügel gewähren zusätzlich rundbogige Eingänge Zugang zu den Wirtschafts- und Kellerräumen. Den Segmentbogengiebel des Hauptportals ziert das erwähnte Ehewappen Fuchs – Würtzburg (Eheschließung 1726).
Der zweigeschossige Hauptbau wird von viergeschossigen, vorspringenden Eckpavillons flankiert. Ebenso wie die Torpavillons tragen diese Bauteile verschieferte Mansarddächer. Der übrige Bau wird von ziegelgedeckten Walmdächern mit Dachgauben abgeschlossen.
Im Inneren ist besonders der große Festsaal in der Mitte des Nordflügels zu erwähnen. Der 28 Meter lange Raum ist mit Laub- und Bandelwerkstuck dekoriert (1735). Die Wände zieren große bemalte Stoffbahnen mit antiken mythologischen und historischen Szenen, die ursprünglich wohl nicht für diesen Saal vorgesehen waren.
Die große Hauptstiege im Mittelbau geht auf einen Entwurf Balthasar Neumanns zurück. Sie entstand zwischen in den Jahren von 1732 bis 1735 unter Johann Philipp Dietrich Ernst Freiherr Fuchs von Bimbach und Dornheim. Die Ausführung übernahm der Eberner Maurermeister Johann Georg Dantzer, der bereits unter Greissing den Rohbau des Schlosses ausgeführt hatte. Als Arbeitslohn wurden 389 Reichstaler verabredet.
Neumann entwarf gleichzeitig die gesamte Raumfolge des Mittelbaues (Vestibül, Treppe, Vorsaal und Festsaal). Der Würzburger Baumeister konnte dort auf Planungen des 1721 verstorbenen Joseph Greissing zurückgreifen, schuf allerdings eine zweiläufig gegenläufige Werksteintreppe, die in das Vestibül und den Vorraum des Festsaales integriert wurde.
Die Läufe der Treppe begleiten Balustraden mit toskanischen Balustern und profilierten Handläufen, die von Postamenten unterbrochen werden. Das Vestibül erinnert mit seinen zwölf toskanischen Rundsäulen eher an die Krypta einer mittelalterlichen Kirche als an einen herrschaftlichen Empfangsraum.

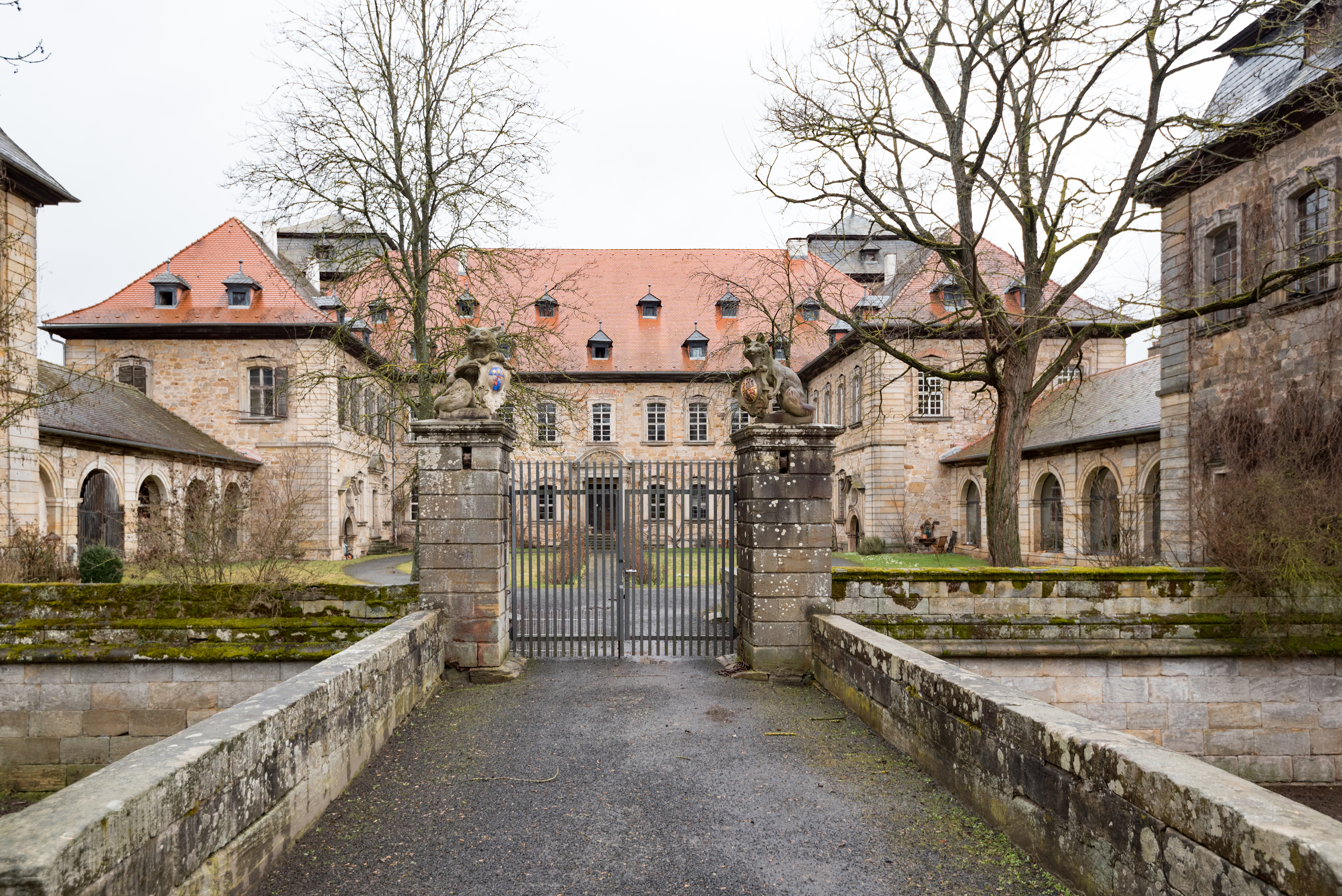
Portal von Wappen Fuchs Bimbach, Würtzburg
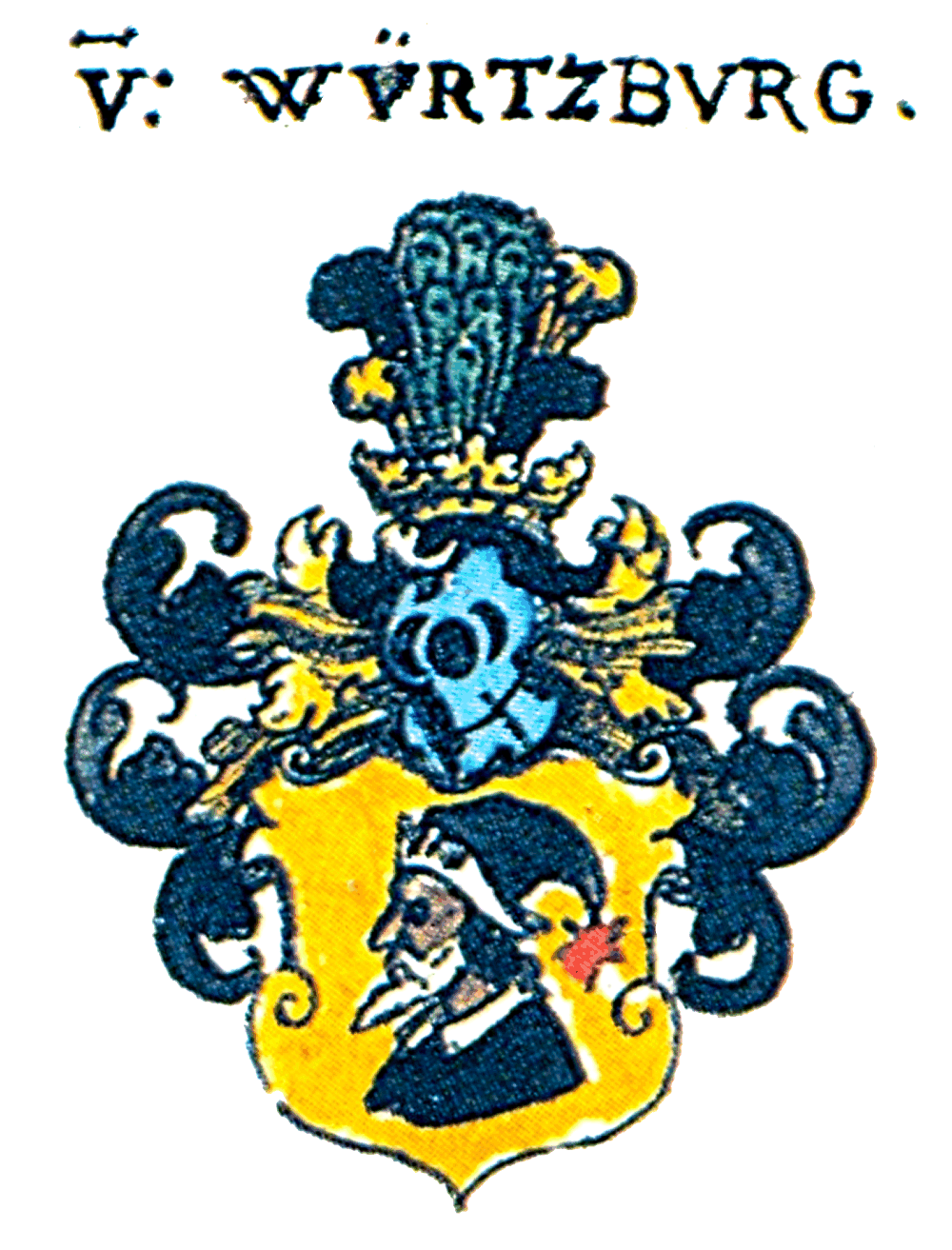
Wappen von Würtzburg
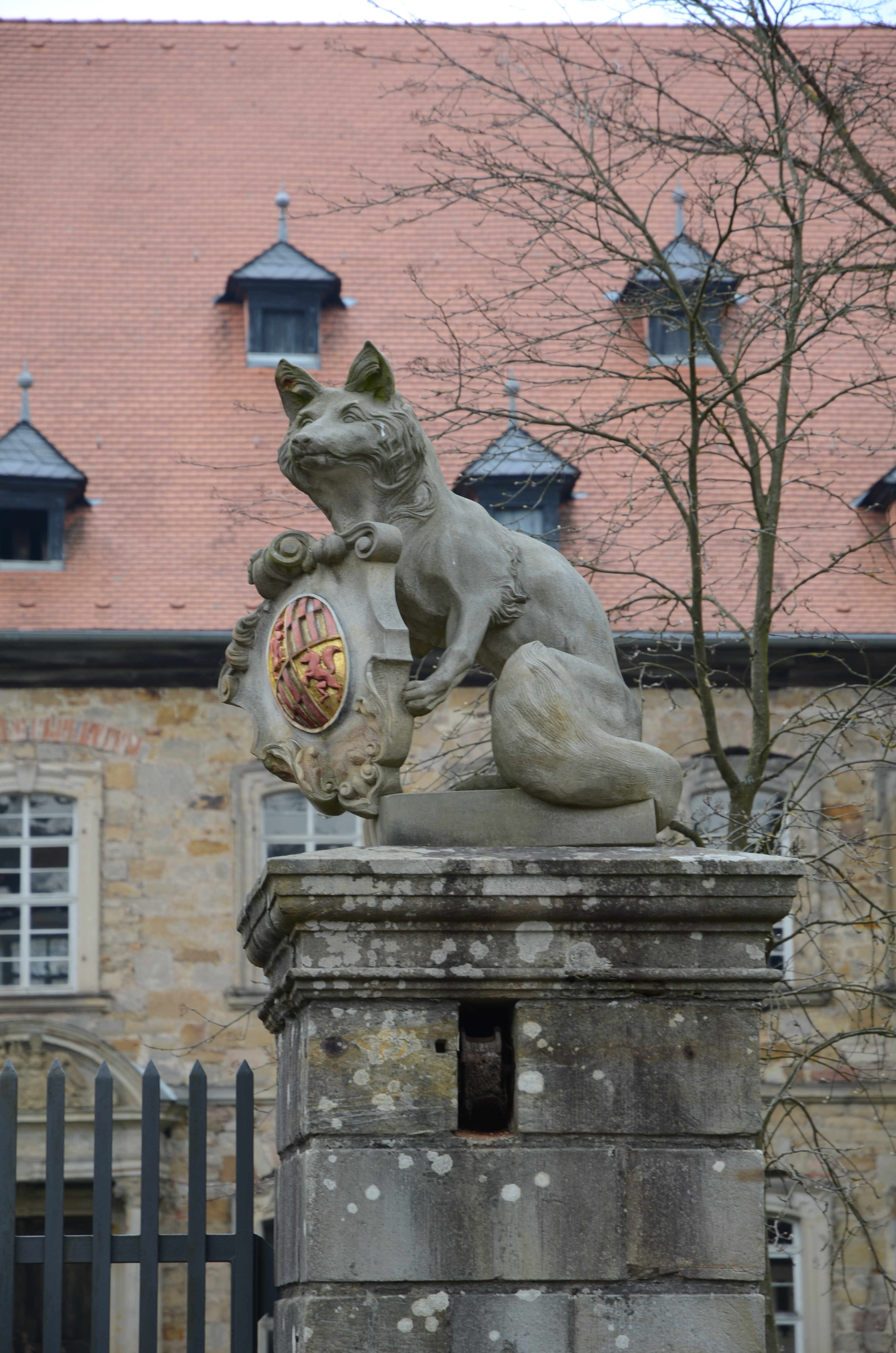
Wappen von Fuchs Bimbach
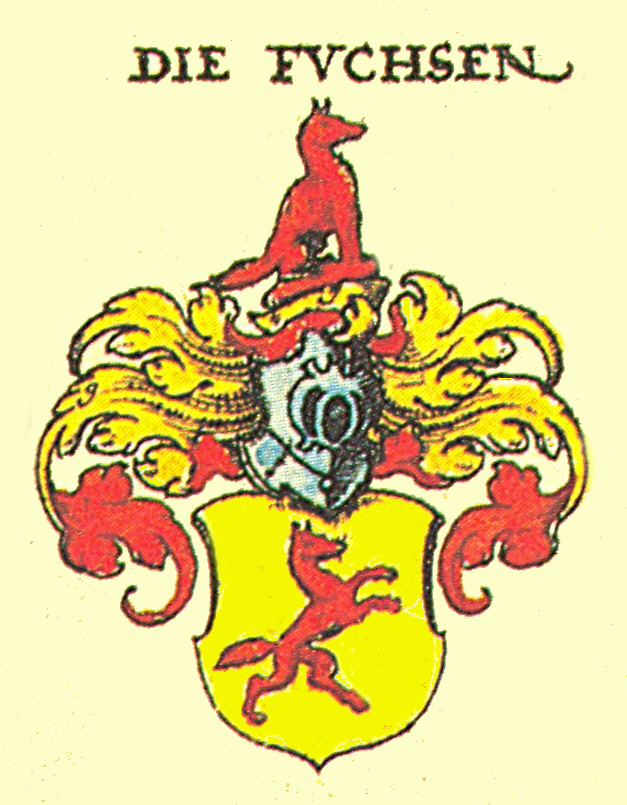
Wappen von Fuchs
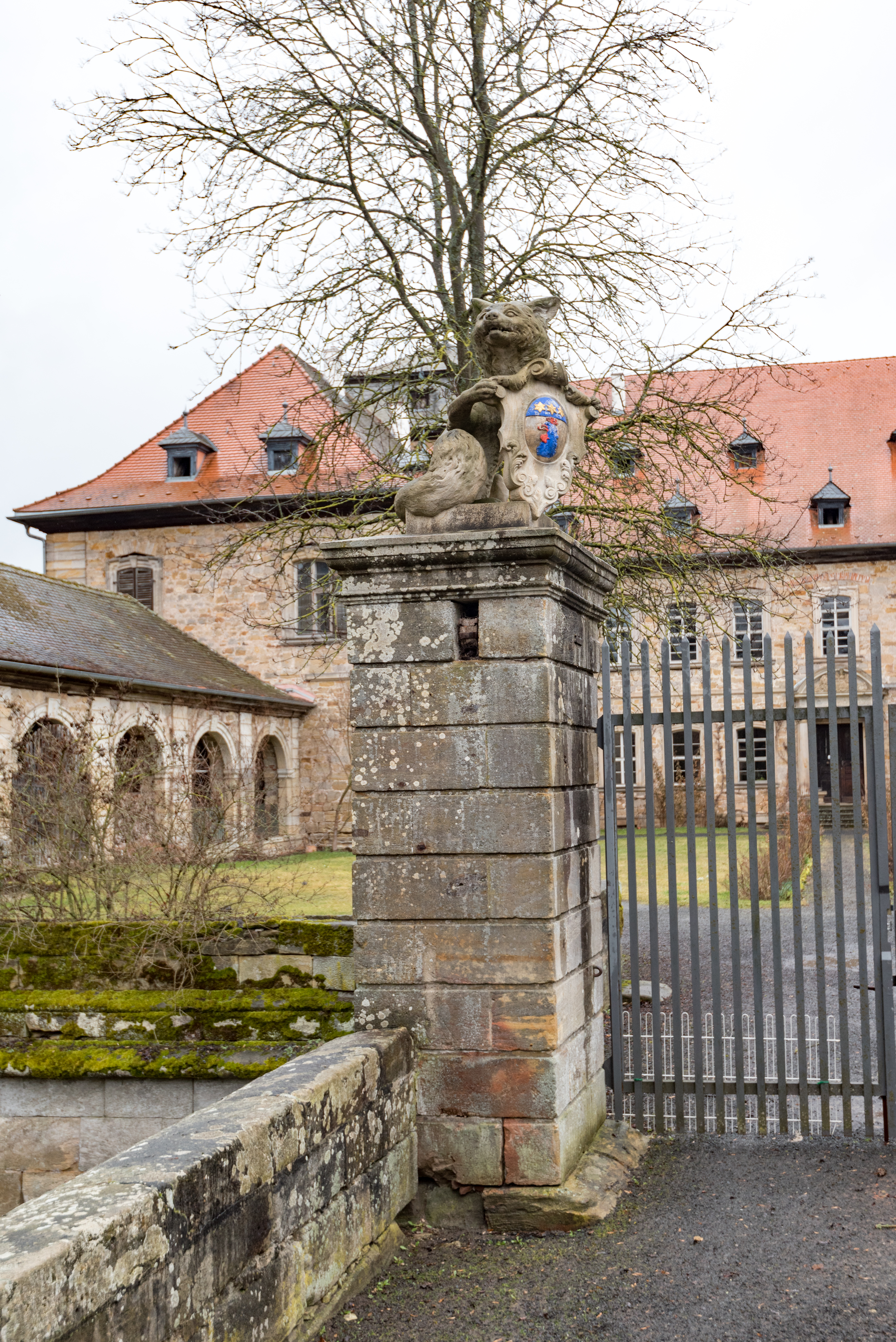
Wappen von Deuster
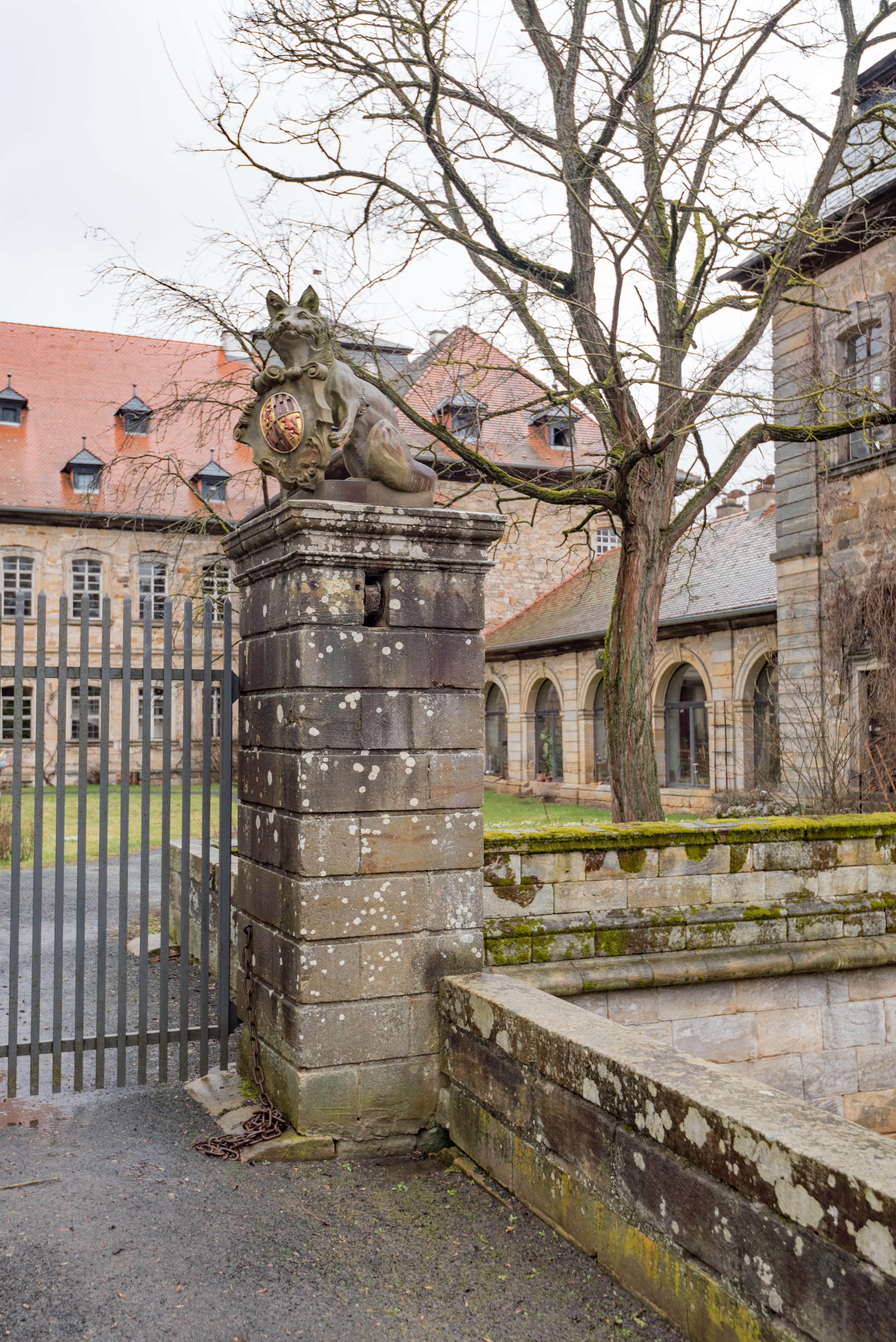
Wappen von Fuchs Bimbach

## Die mumifizierte Hand
Im Schloss wird die mumifizierte Hand einer Frau aufbewahrt. Möglicherweise diente das Objekt ehemals als Sinnbild herrschaftlicher Autorität bei Gerichtsprozessen. Seit dem 16. Jahrhundert besaßen die Fuchs das Recht der Hohen Gerichtsbarkeit (Blutgerichtsbarkeit). Als Richter fungierte meist der Amtsvogt, der die abgetrennte Hand vielleicht zur Abschreckung ausgestellt haben könnte. Zur Zeit des barocken Schlossneubaues wurde allerdings überführten Dieben nicht mehr die Hand abgehackt.